# Melon Music Awards
- Melon Music Awards
- MelOn Music Awards

Melon Music Awards（メロンミュージックアワード、朝: 멜론 뮤직 어워드、略: MMA）は、韓国の音楽授賞式。ソウル特別市後援のもと、音楽サイトMelonの運営元であるKakaoMとMBCプラスが主催、主管はMSTORMが務め、カカオ、現代自動車、GTツアーが公式協賛に参加している。授賞式の放送は、文化放送のMBC MUSIC、MBC Every1、MBC Dramaによるテレビ放送の他、Melon、Aztalk、1theK、ダウム、カカオTVでのオンライン配信、JOXX、MUSIC ON! TV、YouTubeでの公開が行われる。各賞の受賞者は、MelOn配信利用データおよびユーザー参加により選定される

## 沿革
- 2005年 - オンライン上による賞の授与開始[4]
- 2009年 - オフライン授賞式へ変更、第1回Melon Music Awards実施[4]

## 日程
太字の授賞式テーマ、回数、日付、会場は公式サイトに基づく。
- 第1回 No.1 Music Festival - 2009年12月16日（オリンピック公園オリンピックホール、MC：チャン・グンソク[4]）
- 第2回 Digital Generation - 2010年12月15日（慶煕大学校平和の殿堂、MC：ソン・ジュンギ[6]）
- 第3回 Music is Energy - 2011年11月24日（オリンピック公園体操競技場）
- 第4回 Music is Healing - 2012年12月14日（オリンピック公園体操競技場[7]）
- 第5回 MUSIC is One, We Make Music - 2013年11月14日（オリンピック公園体操競技場、MC：カイ、スホ、ベクヒョン、チャンヨル、女優イ・ユビ[8]）
- 第6回 MelOn, YOU - 2014年11月13日（オリンピック公園体操競技場）
- 第7回 MusiConnect - 2015年11月7日（オリンピック公園体操競技場、MC：ソ・ガンジュン[9]）
- 第8回 Music for U, Melon for U - 2016年11月19日（高尺スカイドーム）
- 第9回 - 2017年12月2日（高尺スカイドーム）
- 第10回 - 2018年12月1日（高尺スカイドーム）
- 第11回 - 2019年11月30日（高尺スカイドーム）
- 第12回 - 2020年12月5日（オンライン開催）
- 第13回 - 2021年12月4日（オンライン開催）
- 第14回 - 2022年11月26日（高尺スカイドーム）
- 第15回 - 2023年12月2日（インスパイアエンターテイメントリゾート）

## 歴代最多受賞者
| 順位         | 1位               | 2位      | 3位      |
| ------------ | ----------------- | -------- | -------- |
| アーティスト | BTS（防弾少年団） | EXO      | 少女時代 |
| 受賞回数     | 30回受賞          | 17回受賞 | 12回受賞 |

## 授与内容
2021年開催の第13回時点

### 主要賞
- アーティスト・オブ・ザ・イヤー - 大賞
- アルバム・オブ・ザ・イヤー - 大賞
- ソング・オブ・ザ・イヤー - 大賞
- レコード・オブ・ザ・イヤー - 大賞
- トップ10アーティスト賞 - 10グループ
- 新人賞

### ベスト賞
- ベスト男性ソロアーティスト賞
- ベスト女性ソロアーティスト賞
- ベスト男性グループ賞
- ベスト女性グループ賞
- ベストコラボレーション賞
- ベストミュージックスタイル賞
- ベストOST賞
- ベストポップアーティスト賞

### 特別賞
- ネットユーザー賞
- ホットトレンド賞
- プロジェクトミュージック賞
- 今年のミュージックビデオ賞
- 1theK Original Contents賞
- Global Rising Artist賞
- パフォーマンス賞
- パフォーマンスディレクター賞
- ソングライター賞
- セッション賞

## 歴代大賞受賞者
受賞内容は公式サイトに基づく。

### アーティスト・オブ・ザ・イヤー
- 2009年第1回 - 少女時代
- 2010年第2回 - 少女時代
- 2011年第3回 - BEAST
- 2012年第4回 - BEAST
- 2013年第5回 - SHINee
- 2014年第6回 - IU
- 2015年第7回 - BIGBANG
- 2016年第8回 - EXO
- 2017年第9回 - EXO
- 2018年第10回 - BTS
- 2019年第11回 - BTS
- 2020年第12回 - BTS
- 2021年第13回 - IU
- 2022年第14回 - イム・ヨンウン
- 2023年第15回 - NewJeans
- 2024年第16回 - aespa

### アルバム・オブ・ザ・イヤー
- 2009年第1回 - G-DRAGON『Heartbreaker』
- 2010年第2回 - 2NE1『To Anyone』
- 2011年第3回 - 2NE1『2NE1 2nd Mini Album』
- 2012年第4回 - Busker Busker『Busker Busker1集』
- 2013年第5回 - Busker Busker『Busker Busker2集』
- 2014年第6回 - god『Chapter 8』
- 2015年第7回 - EXO『Exodus』
- 2016年第8回 - BTS『花様年華Young Forever』
- 2017年第9回 - IU『Palette』
- 2018年第10回 - BTS『LOVE YOURSELF 轉 'Tear'』
- 2019年第11回 - BTS『MAP OF THE SOUL : PERSONA』
- 2020年第12回 - BTS『MAP OF THE SOUL : 7』
- 2021年第13回 - IU『LILAC』
- 2022年第14回 - イム・ヨンウン『IM HERO』
- 2023年第15回 - IVE『I've IVE』
- 2024年第16回 - aespa『Armageddon』

### ソング・オブ・ザ・イヤー
- 2009年第1回 - 少女時代『Gee』
- 2010年第2回 - 2AM『死んでも離さない』
- 2011年第3回 - IU『良い日』
- 2012年第4回 - PSY『江南スタイル』
- 2013年第5回 - EXO『Growl』
- 2014年第6回 - SOL『EYES, NOSE, LIPS』
- 2015年第7回 - BIGBANG『BANG BANG BANG』
- 2016年第8回 - TWICE『CHEER UP』
- 2017年第9回 - BTS『Spring Day』
- 2018年第10回 - iKON『LOVE SCENARIO』
- 2019年第11回 - BTS『Boy with Luv』
- 2020年第12回 - BTS『Dynamite』
- 2021年第13回 - BTS『Butter』
- 2022年第14回 - IVE『LOVE DIVE』
- 2023年第15回 - NewJeans『Ditto』
- 2024年第16回 - aespa『Supernova』

### レコード・オブ・ザ・イヤー
- 2018年第10回 - Wanna One
- 2019年第11回 - BTS
- 2021年第13回 - aespa
- 2022年第14回 - BTS
- 2023年第15回 - NCT DREAM
- 2024年第16回 - (G)I-DLE